# 久我直子
久我 直子（くが なおこ ）は、日本の元歌手、元女優、元モデルである。愛称はナオ。

## 略歴
中高一貫校で知られる東京女学館高等学校1年次在籍時に、アメリカンフットボールのミスジャパンチアリーダーのオーディションを受け見事合格。マスコミ関係の出演不可の校則により中退。
その後、西田敏行や松崎しげるが出演するテレビ番組『ハッスル銀座』（TBS）のアシスタントを経て、17歳となった1978年4月21日、CBSソニーからシングルレコード「ノアノア気分」で歌手デビューを果たす。
同年、テレビ番組『ぎんざNOW!』（TBS）に水曜日の司会者、小堺一機のアシスタントとしてレギュラー出演。同年、テレビドラマ『ナッキーはつむじ風』（TBS）で女優としてもデビュー。翌1979年10月17日から放映を開始したテレビドラマ『あさひが丘の大統領』（日本テレビ）に生徒、横田千晶役として出演。
デビュー曲「ノアノア気分」のほか、「初めが肝心」、「ミス・グッドバイ」と3枚のシングルレコードをリリース。
1980年、20歳でモデルに転身。多数のCMに出演。

## ディスコグラフィ

### シングル
※いずれもCBSソニー。
ノアノア気分
1978年4月21日、作詞：阿久悠、作曲：三木たかし、編曲：萩田光雄、ジャケット：浅井慎平 - 06SH288
B面「南からの手紙」、作詞：阿久悠、作曲：三木たかし、編曲：萩田光雄
初めが肝心
1978年9月21日、作詞：阿木燿子、作曲：宇崎竜童、編曲：萩田光雄 - 06SH388
B面「ステディ」、作詞：阿木燿子、作曲：宇崎竜童、編曲：萩田光雄
ミス・グッドバイ
1979年5月21日、作詞：橋本淳、作曲：梅垣達志 - 06SH514 .
B面「スプリング・ミラー」、作詞：橋本淳、作曲：梅垣達志

### その他
- アイドル・ミラクルバイブルシリーズ 77・78 Girls 〜久木田美弥・小山セリノ・久我直子（2013年6月30日、ソニー・ミュージック）

## 出演

### テレビドラマ
- ナッキーはつむじ風（1978年12月20日、TBS） - ゆかり 役
- あさひが丘の大統領（1979年10月17日 - 1980年9月17日、日本テレビ） - 横田千晶 役
- 土曜ワイド劇場 千草検事の大逆転! テレビドラマ殺人事件・影の告発（1980年1月19日、テレビ朝日）

### バラエティ
- 夜のヒットスタジオ 第499回（1978年5月29日、フジテレビ） - 楽曲「ノアノア気分」を歌唱
- ハッスル銀座（1978年、TBS） - アシスタント
- ぎんざNOW!（1978年、TBS） - 水曜日アシスタントレギュラー